# Tyreln
Tyreln är en sjö i Västerviks kommun i Småland och ingår i Botorpsströmmens huvudavrinningsområde. Sjön är 22 meter djup, har en yta på 0,365 kvadratkilometer och befinner sig 69,6 meter över havet. Vid provfiske har bland annat abborre, gers, gädda och lake fångats i sjön.

## Delavrinningsområde
Tyreln ingår i det delavrinningsområde (639339-152798) som SMHI kallar för Utloppet av Långsjön. Medelhöjden är 80 meter över havet och ytan är 93,74 kvadratkilometer. Räknas de 24 avrinningsområdena uppströms in blir den ackumulerade arean 466,94 kvadratkilometer. Avrinningsområdets utflöde Botorpsströmmen (Tynnsån) mynnar i havet. Avrinningsområdet består mestadels av skog (72 %). Avrinningsområdet har 9,42 kvadratkilometer vattenytor vilket ger det en sjöprocent på 10 %.

## Fisk
Vid provfiske har följande fisk fångats i sjön:
- Abborre
- Gärs
- Gädda
- Lake
- Mört
- Nors
- Ruda
- Sarv